# Handicap et changement climatique

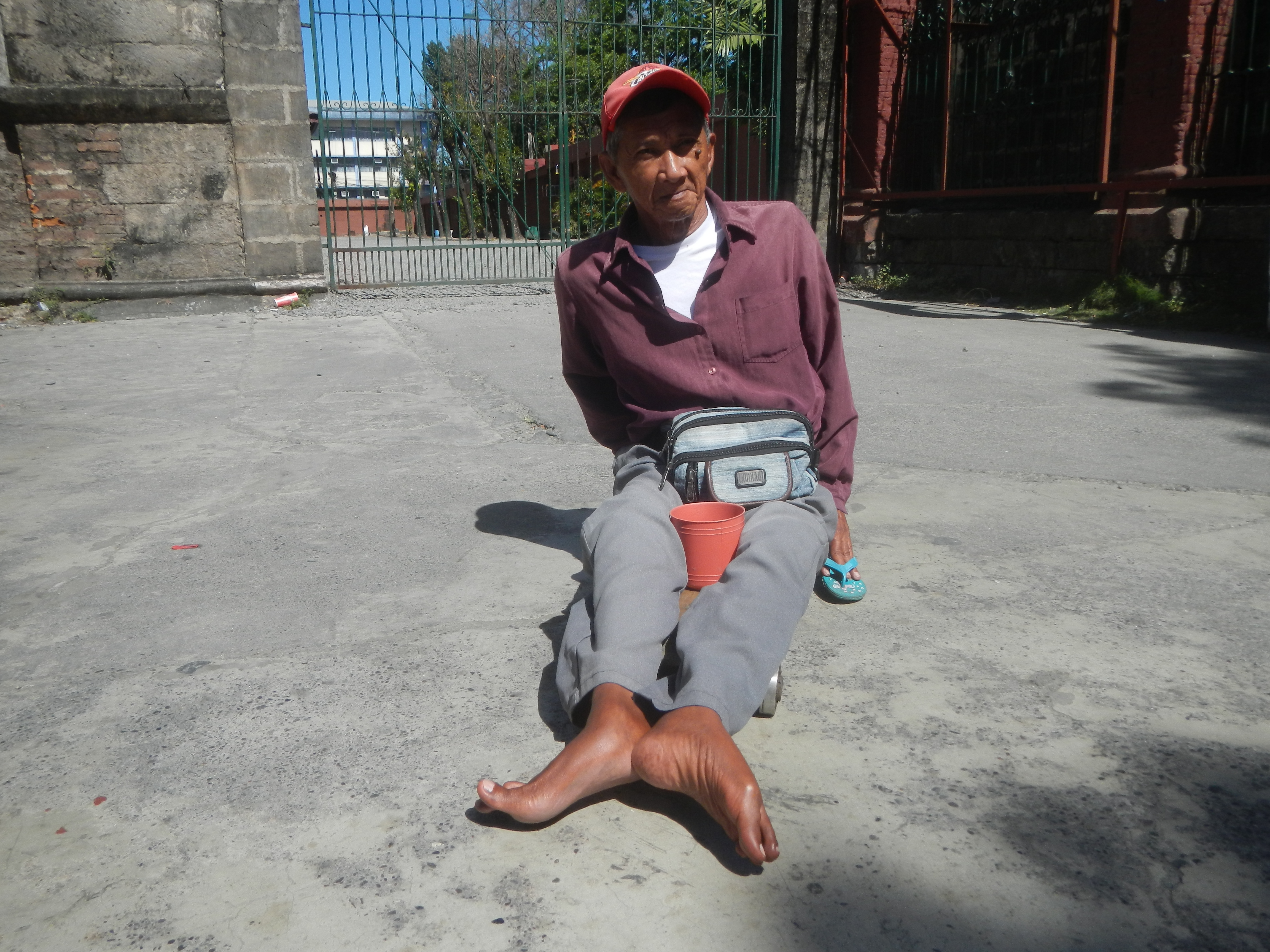
Personne handicapée de Bulacan

Le changement climatique a des effets disproportionnés sur les personnes handicapées, à la fois directement et indirectement. Les personnes handicapées sont plus susceptibles de ressentir les effets du réchauffement climatique que les personnes non handicapées. Généralement, les personnes handicapées sont les plus susceptibles d'être affectées par toute forme d'urgence en lien avec les désastres naturels, qu'il s'agisse d'une urgence immédiate comme une inondation ou une tornade ou d'une urgence progressive comme l'élévation du niveau de la mer, en raison d'un manque d'accès aux ressources d'urgence et des difficultés imposées par une mobilité limitée. Les personnes handicapées sont également plus touchées par les changements climatiques parce qu'un nombre disproportionné d'entre elles vivent dans la pauvreté, et les personnes vivant dans la pauvreté sont intrinsèquement plus exposées au risque des changements climatiques. Malgré cela, et bien que les personnes handicapées représentent plus de 15 % de la population mondiale, leur contribution et leur implication dans le processus décisionnel entourant les réponses au changement climatique ont été minimes. Une étude menée en 2022 par le International Disability Alliance a révélé que seuls 37 des 192 États parties à l'Accord de Paris font actuellement référence aux personnes handicapées dans leurs contributions déterminées au niveau national, tandis que seuls 46 États parties font référence aux personnes handicapées dans leurs politiques nationales d'adaptation aux changements climatiques,.

## Reconnaissance de l'augmentation des risques
Les risques accrus que courent les personnes handicapées face aux changements climatiques sont peu reconnus. Par exemple, les objectifs du Millénaire pour le développement (OMD) ne font pas référence à la relation qui existe entre le handicap et les changements climatiques. Cependant, plusieurs accords et documents internationaux abordent cette relation, comme les Accords de Cancun de 2010, le Mécanisme international de Varsovie pour les pertes et dommages de 2013, et le préambule de l'Accord de Paris sur le climat de 2015. Une autre mesure prise pour garantir que les informations sur les risques climatiques par le Haut-Commissariat aux droits de l'homme (HCDH) qui publie son nouveau rapport mettant en évidence les cas et les mises à jour ultérieures.
En 2019, le HCDH a publié une étude analytique sur la promotion et la protection des droits des personnes handicapées dans le contexte des changements climatiques.
La participation significative, l'inclusion et le leadership des personnes handicapées et des organisations qui les représentent dans la gestion des risques de catastrophe et la stratégie de prise de décision liée au climat sur une échelle locale, nationale, régionale et mondiale, est une approche poursuite pour répondre à leurs droits et à leurs besoins.

## Cadres mondiaux sur le handicap et les changements climatiques
Un certain nombre de cadres et de politiques qui mettent en évidence l'utilisation par les gouvernements d'une approche fondée sur les droits de l'homme lors de l'élaboration et de la mise en œuvre de politiques et de programmes climatiques afin de garantir l'équité 

### La Convention des Nations Unies sur les droits des personnes handicapées
La Convention des Nations unies sur les droits des personnes handicapées (UNCRPD) et son Protocole facultatif (A/RES/61/106) ont été adoptés le 13 décembre 2006 au siège des Nations unies à New York, et ont été ouverts à la signature le 30 mars 2007. La convention compte 82 signataires, 44 signataires du protocole facultatif et 1 ratification de la convention. Il s'agit du premier traité global sur les droits de l'homme du 21e siècle et de la première convention sur les droits de l'homme ouverte à la signature des organisations d'intégration régionale.
En vertu de la CNUDPH, les États ont un certain nombre d'obligations pertinentes dans le contexte du changement climatique. La CNUDPH exige spécifiquement que les États parties « prennent en compte la protection et la promotion des droits de l'homme des personnes handicapées dans toutes les politiques et tous les programmes », ce qui peut être compris, comme le soutiennet Jodoin, Ananthamoorthy et Lofts, comme exigeant des États qu'ils conçoivent des politiques et des mesures climatiques d'une manière qui prenne en compte les droits des personnes handicapées et garantisse que les politiques elles-mêmes ne violent pas leurs droits. En outre, cette exigence pourrait être comprise comme demandant aux États de réduire les émissions de carbone afin d'éviter leurs impacts négatifs sur les droits de l'homme des personnes handicapées.  La CNUDPH exige également que les États garantissent la participation des personnes handicapées à l'élaboration et à la mise en œuvre des politiques; par conséquent, les États devraient inclure les personnes handicapées, par le biais de consultations ou d'autres processus, dans la création et la mise en œuvre des politiques climatiques.

### La Stratégie des Nations Unies pour l'inclusion du handicap
Le partenariat des Nations unies sur les droits des personnes handicapées, un partenariat à l'échelle du système dont le Programme des Nations unies pour le développement (PNUD) héberge le secrétariat technique avec 5 autres entités des Nations unies, peut soutenir le travail conjoint des équipes de pays des Nations unies sur l'inclusion du handicap. La Stratégie sert de référence pour réaliser un changement transformateur pour les personnes handicapées. Il se compose d'une politique et d'un cadre de responsabilité.
Le Secrétaire général de l'ONU, António Guterres, a lancé la Stratégie pour mettre l'inclusion du handicap au premier plan de tous les domaines d'activité de l'ONU dans le monde. La Stratégie des Nations unies pour l'inclusion du handicap jette les bases d'un progrès durable et transformateur en matière d'inclusion du handicap à travers tous les piliers de l'action des Nations unies : la paix et la sécurité, les droits de l'homme, et le développement. La Stratégie permet au système des Nations unies de soutenir la mise en œuvre de la Convention relative aux droits des personnes handicapées et d'autres instruments internationaux relatifs aux droits de l'homme, ainsi que la réalisation des Objectifs de développement durable, de l'Agenda pour l'humanité et du Cadre de Sendai pour la réduction des risques de catastrophe. La Stratégie permet au système des Nations unies de soutenir la mise en œuvre de la Convention relative aux droits des personnes handicapées et d'autres instruments internationaux relatifs aux droits de l'homme, ainsi que la réalisation des Objectifs de développement durable, de l'Agenda pour l'humanité et du Cadre de Sendai pour la réduction des risques de catastrophe.

### Lignes directrices du CPI sur l'action humanitaire inclusive
L'inclusion est réalisée lorsque les personnes handicapées participent de manière significative et que les problèmes liés au handicap sont traités conformément à la Convention relative aux droits des personnes handicapées. Les lignes directrices du Comité Permanent Interorganisations (IASC) définissent les actions essentielles que les acteurs humanitaires doivent entreprendre afin d'identifier et de répondre efficacement aux besoins et aux droits des personnes handicapées.

## L'impact des changements climatiques sur les personnes handicapées

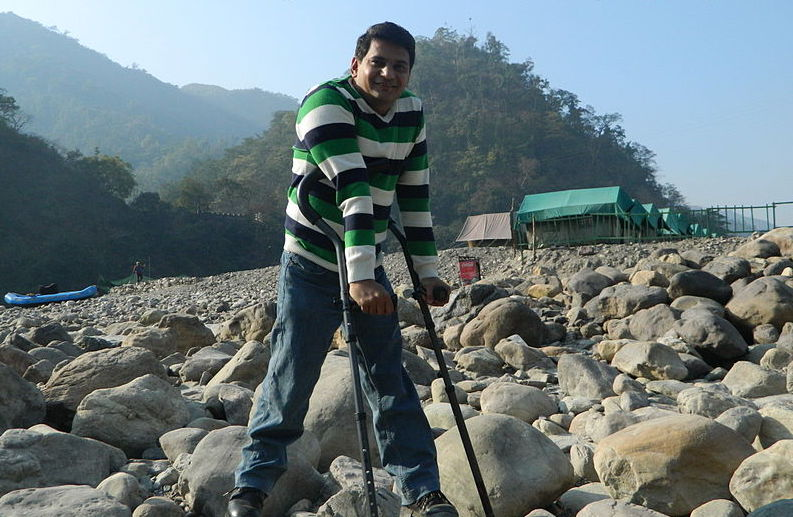
Personne handicapée traversant le Gange

Les personnes handicapées représentent des communautés vastes et diverses. Toutefois, dans l'ensemble, les personnes handicapées sont plus vulnérables aux changements climatiques que les personnes non handicapées. D'autres facteurs, tels que la pauvreté, le sexe ou l'indigénéité, peuvent également aggraver la vulnérabilité d'un individu aux changements climatiques. Par exemple, les personnes souffrant de certaines conditions préexistantes ou de maladies chroniques peuvent être plus vulnérables aux effets des changements climatiques, tels que l'augmentation des températures et la diminution de la qualité de l'air,. Cependant, un nombre disproportionné de personnes handicapées vivent dans la pauvreté, ce qui signifie qu'elles peuvent être incapables d'accéder à des outils cruciaux, tels que la climatisation, nécessaires pour s'adapter aux températures plus élevées et aux épisodes de chaleur extrême. Les effets combinés de l'inégalité économique et de l'état de santé d'une personne peuvent donc la rendre particulièrement vulnérable aux changements climatiques.
Le rapport phare des Nations unies sur le handicap et le développement révèle que les jeunes handicapés sont confrontés à des défis supplémentaires liés à leurs droits fondamentaux à l'enseignement supérieur, comme c'est le cas dans les pays moins développés où l'éducation pour les personnes ordinaires fait défaut.
En 2018, les Nations unies ont créé un rapport phare qui n'avait jamais été réalisé auparavant. Le rapport était basé sur et parlait du "handicap et des objectifs de développement durable". Le rapport mentionne comment les personnes handicapées sont désavantagées lorsqu'il s'agit des changements climatiques et des problèmes qui en découlent. Le rapport indique que le monde doit prendre des mesures pour supprimer les désavantages dont souffrent les personnes handicapées. Il recommande des mesures à prendre à cette fin.
Le rapport a eu des résultats concrets. En 2019, les États membres ont adopté deux résolutions à l'assemblée générale. "La première résolution intitulée "Promouvoir l'intégration sociale par l'inclusion sociale" (A/C.3/74/L.17/Rev.1) et la seconde intitulée "Mise en œuvre de la Convention relative aux droits des personnes handicapées et du Protocole facultatif s'y rapportant : accessibilité" (A/C.3/74/L.32/Rev.1)" (UN.org).

## Inconvénients liés aux changements climatiques

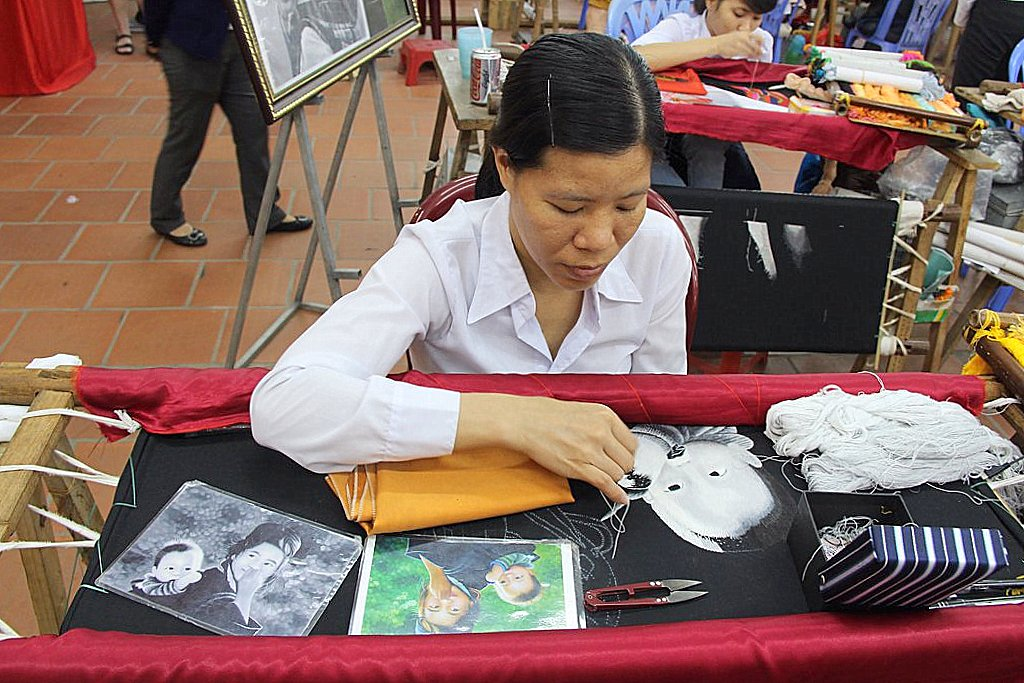
Femme travaillant dans une entreprise pour personnes handicapées au Vietnam un type de projet

### Pauvreté
Les personnes handicapées sont représentées de manière disproportionnée dans les communautés les plus pauvres, et un grand nombre d'entre elles vivent en dessous du seuil de pauvreté. De ce fait, les personnes handicapées sont plus susceptibles d'être affectées par les mêmes défis que ceux auxquels sont confrontées les communautés appauvries. Les personnes handicapées sont deux fois plus touchées par la pauvreté que les personnes non handicapées. Avec les changements climatiques, les mauvaises récoltes et les sécheresses deviendront plus fréquentes, laissant les communautés les plus pauvres sans sécurité alimentaire. Les pénuries d'eau potable sont plus durement ressenties par les quartiers pauvres, un problème qui ne fera que s'accentuer à mesure que les changements climatiques s'aggraveront. Les personnes handicapées risquent d'être les premières à perdre leur emploi ou leurs terres agricoles en raison de la perte d'opportunités d'emploi due aux effets des catastrophes environnementales.

### Santé

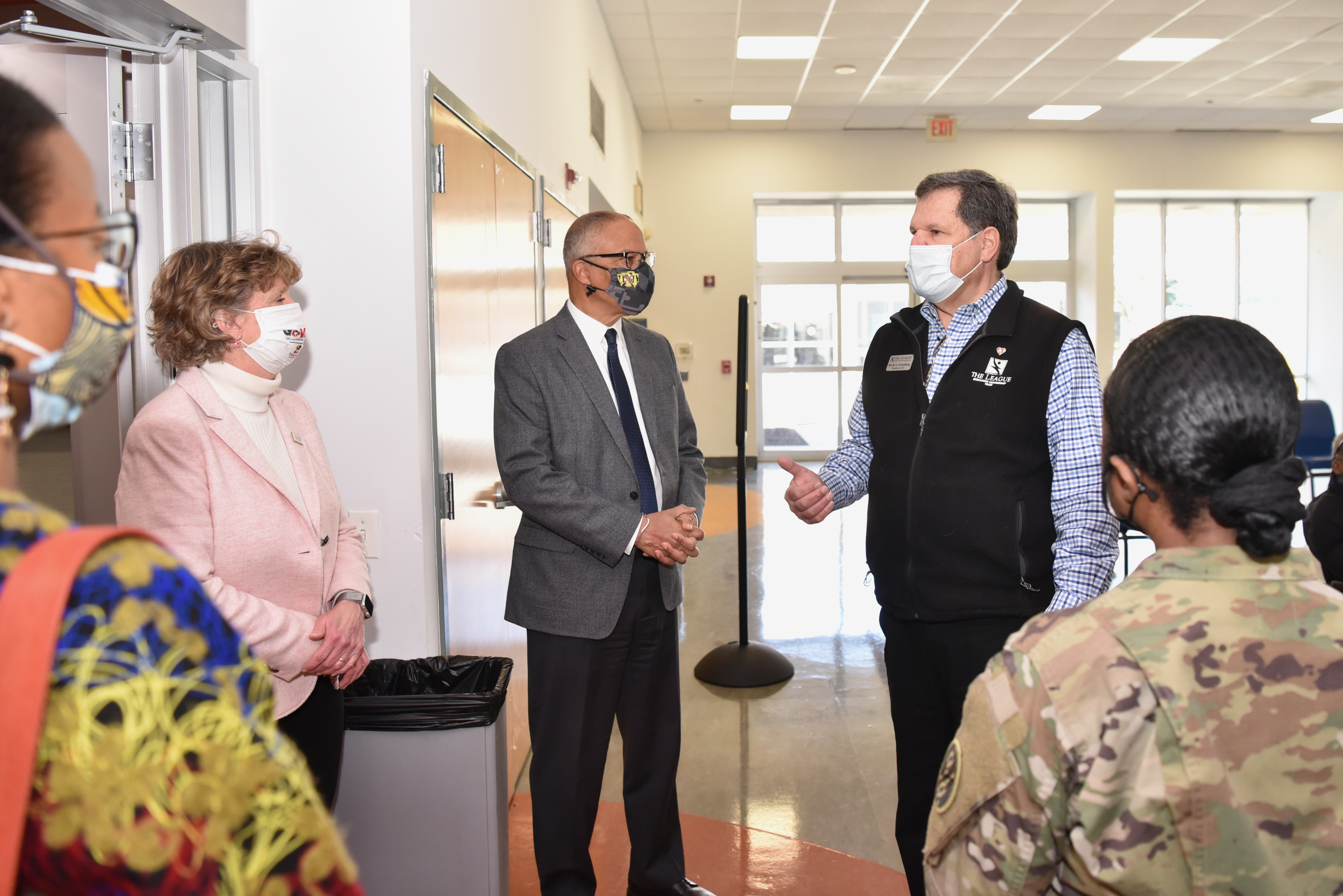
Le lieutenant-gouverneur Rutherford visite le site de vaccination de la Ligue pour les personnes handicapées

Les changements climatiques ont pour effet d'accroître les inégalités en matière de soins de santé auxquelles sont confrontées les personnes handicapées.
Même sans les effets des changements climatiques, les personnes handicapées ont un accès moins égal aux soins de santé que les personnes non handicapées en raison de la stigmatisation sociale, l'exclusion, la pauvreté, les politiques discriminatoires et l'absence de programmes de soins de santé pour des handicaps spécifiques. Lorsque les facteurs de stress liés aux changements climatiques réduisent l'efficacité des systèmes de soins de santé, ces inégalités d'accès aux soins de santé entre les personnes handicapées et non handicapées se creusent. Les perturbations des services sociaux et d'autres services essentiels peuvent être particulièrement préjudiciables, car les personnes handicapées dépendent souvent d'un accès régulier et fiable à ces services.
Lors des catastrophes induites par les changements climatiques, un autre défi auquel les personnes handicapées peuvent être confrontées est la perte des équipements d'adaptation qui leur permettent d'accroître leur mobilité ou leur capacité d'interagir par la vue ou le son. Lorsqu'elles sont menacées par une catastrophe, les appareils d'assistance sont hors de portée parce qu'ils ont été perdus ou endommagés. Ces personnes se retrouvent alors sans aide adaptative pour survivre, qu'il s'agisse de fauteuils roulants, d'appareils auditifs ou d'autres dispositifs similaires. Lors d'une catastrophe, ces appareils sont susceptibles d'être perdus ou détruits. En outre, lorsque des secours sont apportés aux régions touchées par des catastrophes naturelles, ces types d'articles sont rarement fournis, ce qui fait que les personnes handicapées doivent s'en passer pendant de longues périodes. L'augmentation des températures présente des risques accrus pour les personnes handicapées, car de nombreux handicaps ont une incidence sur leur capacité à réguler la température corporelle. Les changements climatiques présentent également des risques spécifiques pour les personnes souffrant d'un handicap respiratoire, car le réchauffement du climat peut augmenter les facteurs de stress tels que l'ozone troposphérique et le pollen.

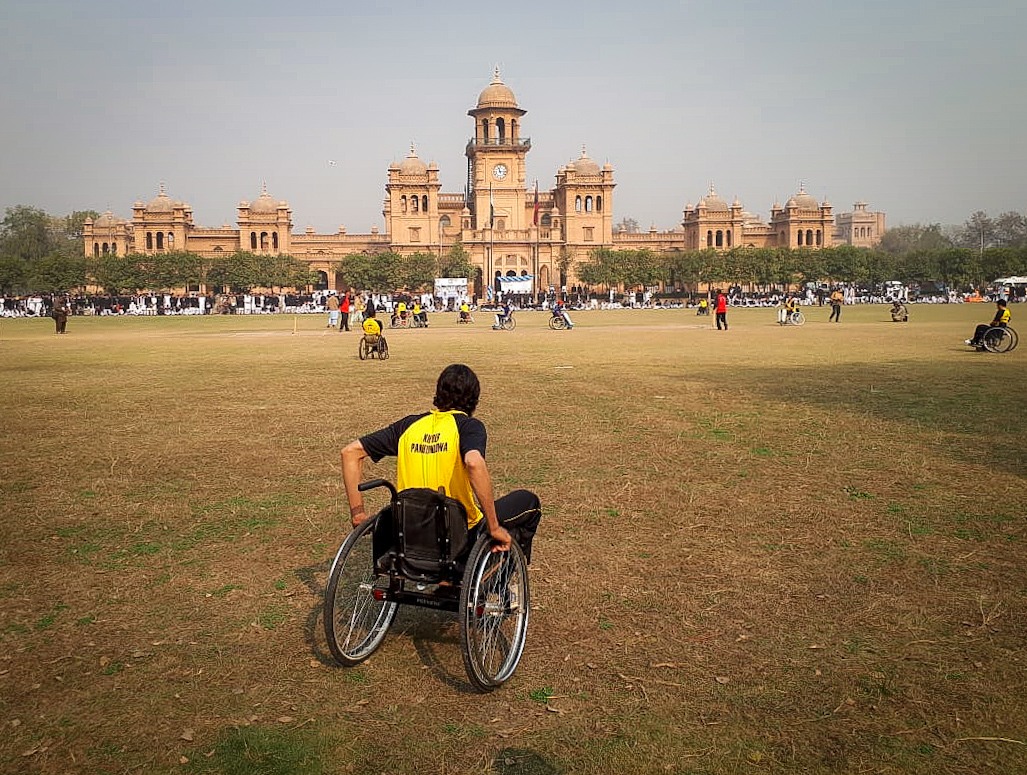
Journée des personnes handicapées

### Mobilité
Autre qu'une mobilité physique réduite, les personnes handicapées subissent également d'autres désavantages liés à la mobilité. Les personnes handicapées ont souvent plus de difficultés à voyager au niveau international, bien qu'elles aient techniquement le droit à la mobilité internationale. Cela est généralement dû au fait que les pays refusent l'entrée aux migrants handicapés en raison du fardeau qu'ils sont censés représenter pour le pays.
Dans le contexte plus large des migrations liées aux changements climatiques, les migrations internationales jouent un rôle relativement mineur, les migrations internes constituant l'essentiel des mouvements. Malheureusement, peu de recherches ont été menées sur l'implication des personnes handicapées dans les migrations internes, et les effets de cette forme de migration sur les capacités d'adaptation des personnes handicapées sont largement inconnus.

## Reconnaître la vulnérabilité et la capacité d'adaptation
Une situation d'urgence dans le contexte des changements climatiques expose les personnes handicapées à un risque accru en raison de leur vulnérabilité. Une note d'orientation créée par l'Organisation mondiale de la santé concernant le handicap et la gestion des risques d'urgence décrit un certain nombre de défis supplémentaires auxquels sont confrontées les personnes handicapées en période d'urgence.
Des facteurs essentiels déterminent la résilience et la capacité d'adaptation des individus au sein de leur communauté. Ces facteurs incluent: l'accès et le contrôle des ressources naturelles, humaines, sociales, physiques et financières. Les personnes handicapées présentent différents types de vulnérabilités: un faible niveau d'éducation, un manque de revenus, une exclusion sociale et un accès limité aux autorités décisionnelles.